# Hodaia, Mureș
Hodaia este un sat în comuna Fărăgău din județul Mureș, Transilvania, România.